# Троицкий монастырь (Рязань)
Ряза́нский Тро́ицкий монасты́рь (другие названия: Свя́то-Тро́ицкий или во и́мя Свято́й Живонача́льной Тро́ицы) — мужской монастырь в Рязани. Относится к Рязанской епархии Московского патриархата. Находится около места впадения речки Павловки в реку Трубеж, в 200 метрах от Московского шоссе.
В 1812 году на кладбище монастыря был похоронен архитектор Матвей Казаков. В 1941 году кладбище было ликвидировано, и место его захоронения было утеряно.
С 1998 года монастырём издаётся газета «Святые врата».

## История Троицкого монастыря
Документальных данных об основании и первых десятилетиях существования монастыря не сохранилось. Считается, что его появление связано с именем преподобного Сергия Радонежского, приезжавшего в Рязань в 1386 с целью примирения великого князя московского Дмитрия Донского с рязанским князем Олегом. Во время таторо-монгольского нашествия все записи, относящиеся к истории монастыря, были утрачены. Первое письменное упоминание о монастыре имеется лишь в конце XVI столетия.
Стольник Иван Иванович Вердеревский возобновляет монастырь (1695) и начинает его восстановление: в 1695 году строит на месте деревянного новый каменный храм во имя Пресвятой Живоначальной Троицы, в 1697 — церковь Иоанна Предтечи. Затем возводит каменную ограду с пятью угловыми башнями и трехъярусную колокольню с проезжими воротами, а также жилые и хозяйственные постройки. В 1752 году взамен деревянной Иоанно-Предтеченской церкви был построен Сергиевский храм.
23 апреля 1919 года монастырь был лишён своего статуса, но оба его храма остались действовать в качестве приходских церквей. Храмы были закрыты в 1940 году. В зданиях монастыря в различные годы размещались Учебный комбинат, мастерские завода автоаппаратуры, автошкола, также они использовались в качестве жилых помещений.
В 1987 году Исполком Рязани принимает решение «О восстановлении памятника истории и архитектуры бывшего Троицкого монастыря и увековечении памяти зодчего М. Ф. Казакова».
26 декабря 1995 года исторический статус монастырю был возвращен указом Патриарха Алексия II.

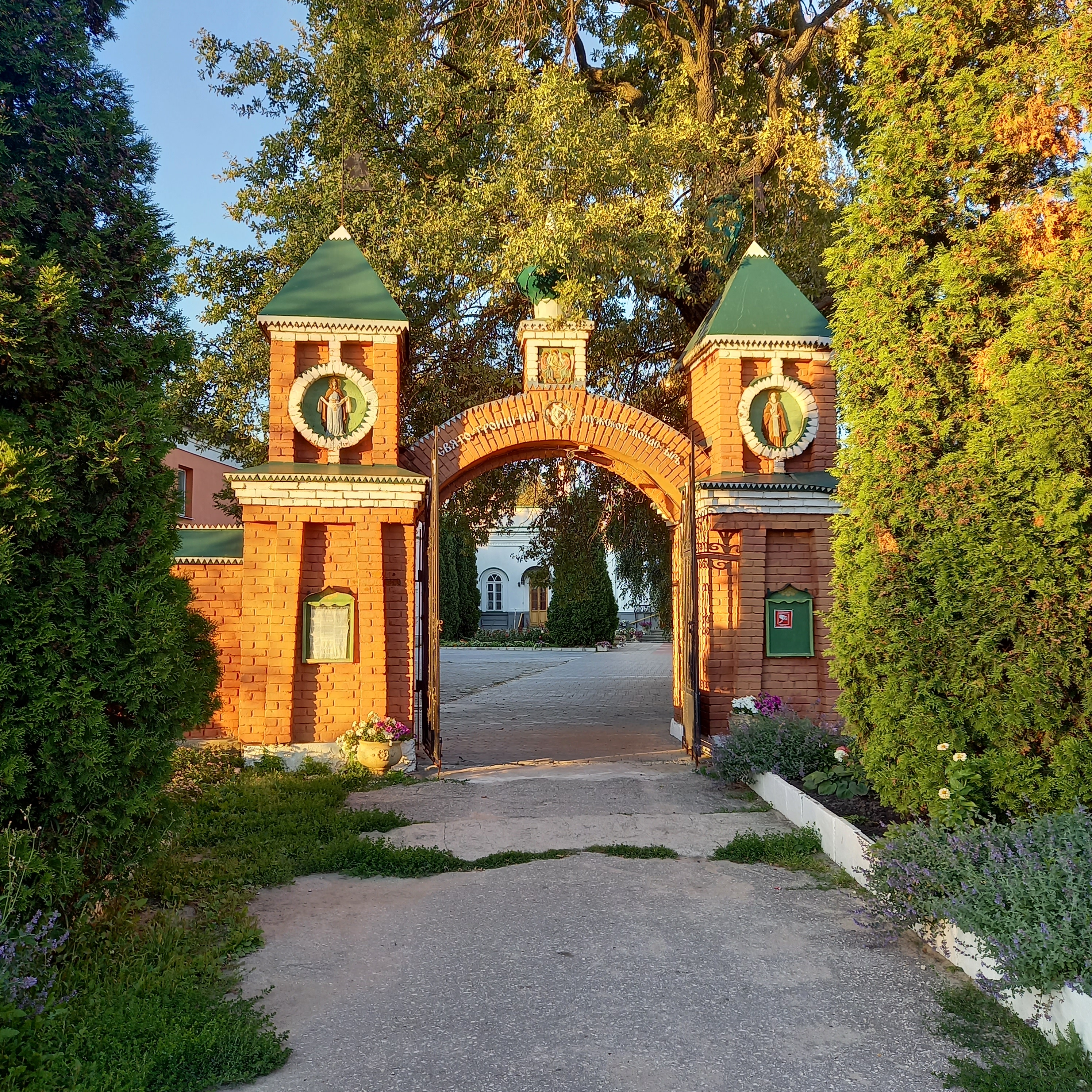
Троицкий монастырь. Входные ворота.

## Храмы монастыря
- Троицкий собор. Освящён в 2000 году.
- Сергиевский храм с двумя приделами: в честь Феодоровской иконы Божией Матери и Собора Пророка, Предтечи и Крестителя Господня Иоанна. Главный придел освящён в 1996 году.
- Надвратный храм в честь иконы Божией Матери «Знамение-Корчемная» и святых благоверных князей Петра и Февронии Муромских в Святых Вратах. Освящён в 2000 году[1].

## Святыни
- Мощи священномученика Мисаила (†1655), архиепископа Рязанского и Муромского (1651—1655);
- Части мощей Рязанских святителей: Феодорита (1605—1617), Гавриила (1837—1858) и Мелетия (1896—1900);
- Чтимая Казанская икона Божией Матери, сохранившаяся с дореволюционного времени;
- Икона Иоанна Предтечи с частицей его мощей;
- Икона апостола Андрея Первозванного с частицей его мощей;
- Икона преподобного Сергия Радонежского, предстоящего у гроба родителей, с частицей его мощей и его родителей преподобных Кирилла и Марии;
- Икона благоверного князя Даниила Московского с частицей его мощей;
- Икона благоверных князя Петра и княгини Февронии Муромских с частицей их мощей;
- Чудотворный список с хранившейся в монастыре до его закрытия чудотворной Феодоровской иконы Божией Матери;
- Частица Гроба Господня, находящаяся в выносном деревянном резном кресте[4][5].

## Настоятели и наместники Троицкого монастыря
- Симеон (упом. 1628 — упом. 1629) строитель.

Игумены
- Иосиф (март 1659 — октябрь 1659)
- Корнилий (упом. 1682)
- Матфий (упом. 1694)
- Сильвестр (июнь 1694 — январь 1695)
- Иоаким (29 февраля 1696—1698)
- Иосиф (17 апреля 1698 — ?)
- Сергий (26 августа 1699 — ?)
- Варсонофий (20 мая 1717—1727)
- Гедеон (26 ноября 1727 — ?)
- Антоний (1729—1730)
- Алипий (1731 — 14 августа 1736)
- Ефрем (1736 — 28 февраля 1738)
- Феофан (11 марта 1738 — 17 марта 1740)
- Геннадий (3 апреля 1740 — 10 февраля 1745)
- Феодосий (1745 — июль 1747)
- Симеон (1747—1752)

Архимандриты
- Антоний (1755—1760)
- Геннадий (1760—1762)
- Мелетий (1763—1769)

игумены
- Парфений (Нарольский) (1769—1772)
- Досифей (1772—1781)
- Филарет (4 декабря 1787 — 7 августа 1789)
- Василий (август 1789 — 5 апреля 1794)
- Сергий (1794 — 31 июля 1797)
- Иоаким (3 августа 1797 — сентябрь 1798)

Архимандриты
- Евграф (19 сентября 1798 — 14 июля 1800)
- Августин (Сахаров) (июль 1800—1803)
- Вениамин (1803—1810)
- Маркелл (1810—1812)
- Ириней (Шестаков) (1812—1813)
- Мельхиседек (Сокольников) (18 октября 1813 — 5 декабря 1815)
- Гавриил (Городков) (27 февраля 1816—1817)
- Амвросий (1817—1825)
- Илиодор (Чистяков) (15 мая 1825 — 12 декабря 1827)
- Гедеон (Вишневский) (1 января 1828 — сентябрь 1828)
- Арсений (Москвин) (11 сентября 1829 — май 1830)
- Аркадий (июнь 1830—1833)
- Геннадий (Горнетский) (1833 — 10 август 1837[6])
- Иоаким (1837—1838)
- Ириней (1838—1843)
- Аарон (Морякин) (31 декабря 1843 — 16 апреля 1844), по болезни не доехал до монастыря.
- Иоанн (Оболенский) (1 мая 1844 — 17 августа 1851)
- Афанасий (Перепелкин) (31 декабря 1851 — сентябрь 1868)
- Иринарх (Попов) (сентябрь 1868 — 25 октября 1877)
- Асинкрит (9 декабря 1877 — апреля 1878)
- Палладий (май — август 1878) иеромонах, казначей
- Владимир (Добролюбов) (4 августа 1878 — 20 мая 1896)
- Полиевкт (Пясковский) (май 1896 — 22 января 1900)
- Нестор (Ильинский) (январь 1900 — апрель 1902)

епископы Михайловские
- Владимир (Благоразумов) (5 апреля 1902 — 3 ноября 1906)
- Исидор (Колоколов) (10 ноября 1906 — 21 мая 1907)

C 1907 до закрытия в 1919 году и с момента открытия в декабре 1995 года настоятелями являются правящие архиереи Рязанской епархии.
Наместники
- Василий (Цветков) (1911)
- Прокл (Кузнецов) (1912—1919)
1919—1995 — закрыт
- Андрей (Крехов) (с 26 декабря 1995)